# Friedrich Wilhelm Leyser (Prediger)
Friedrich Wilhelm Leyser (* 4. September 1622 in Leipzig; † 25. August 1691 in Magdeburg) war ein deutscher evangelischer Theologe und Oberdomprediger in Magdeburg.

## Leben und Wirken
Der Sohn des Polykarp Leyser II. (1586–1633) und der Sabine Volckmar (1598–1634) studierte nach seiner Schulzeit Theologie an den Universitäten in Leipzig, Wittenberg und Kopenhagen. Nach seinem Abschluss wurde Leyser im Jahr 1650 zunächst als Sonnabendsprediger an die Leipziger Thomaskirche übernommen, bevor er bereits ein Jahr später als Diaconus an die Marktkirche Unser Lieben Frauen in Halle a. d. Saale wechselte. Im Jahr 1662 wurde er als Superintendent nach Langensalza berufen sowie zwei Jahre später als Domprediger an den Magdeburger Dom, wo er im Jahr 1668 zum Oberdomprediger befördert wurde. Ab 1668 lebte er im Dompredigerhaus. 1671 übernahm er auch das Haus Gouvernementstraße 1, wobei dort wohl der zweite Domprediger lebte. Darüber hinaus war er bereits ab 1666 als Co-Adjutor für die Kirchen und Schulen in Braunschweig zuständig und später als kurbrandenburgischer „Inspector primarius“ im Holzkreis tätig.
Von Leyser sind mehrere Disputationen wie beispielsweise die Disputatio politica De foederibus cum infidelibus sowie seine Leichenpredigten über bekannte Persönlichkeiten seiner Zeit überliefert.
Friedrich Wilhelm Leyser war verheiratet mit Christina Margarethe Malsius (1631–1681), Tochter des Magdeburger Kanzlers Simon Malsius. Mit ihr hatte er mehrere Kinder, von denen unter anderem die beiden Söhne Polykarp Leyser III. (1656–1725), welcher ebenfalls Theologe, aber auch Orientalist wurde und die Festrede auf die Abdankung seines Vaters als Domprediger hielt, sowie der spätere Magdeburger Syndikus Friedrich Wilhelm Leyser (1658–1720) besonders bekannt wurden.